# HMS Maori (1909)
O HMS Maori foi um contratorpedeiro operado pela Marinha Real Britânica e a nona embarcação da Classe Tribal. Foi lançado em 1909 e afundado em 1915. Durante a Primeira Guerra Mundial, serviu no Mar do Norte e no Canal da Mancha com a 6ª Flotilha de Contratorpedeiros. Ele bateu em uma mina no Mar do Norte em 7 de maio de 1915 perto de Zeebrugge, na Bélgica, e afundou.